# اولترومت
اولترومت یک بخش اداری در شهرستان آرومرو از توابع استان آروشا در کشور تانزانیا است. بر پایه نتایج سرشماری عمومی نفوس و مسکن که در سال ۲۰۰۲ توسط دولت تانزانیا انجام شد جمعیت این بخش بالغ بر ۷٬۰۵۲ نفر اعلام شده‌است.

## منبع
مشارکت کنندگان ویکی پدیای انگلیسی